# Геймдалл
Геймдалл (англ. Heimdall, [ˈheɪmdɑːl]) — вигаданий персонаж, що з'являється на сторінках коміксів американського видавництва Marvel Comics та створений Стеном Лі разом з Ларрі Лібером і Джеком Кірбі. Він заснований на бозі з германо-скандинавської міфології, на ім'я Геймдалль.
Геймдалл охороняє Асґард як призначений королем Одіном вартовий Веселкового мосту, відомого як Біфрест. Зупиняючи всіх, хто може завдати шкоди його побратимам-асґардійцям, Геймдалл стоїть на першій лінії оборони від усіх видів нападів на його рідне королівство. Обов'язок для нього понад усе, часом він навіть діє так, щоб утримати своїх друзів і союзників від в'їзду в Асґард всупереч наказам Одіна.
Геймдалл з'являвся у фільмах кіновсесвіту Marvel, таких як: «Тор» (2011), «Тор: Царство темряви» (2014), «Месники: Ера Альтрона» (2015), «Тор: Раґнарок» (2017), «Месники: Війна нескінченності» (2018) та «Тор: Любов і грім» (2022), де його зіграв Ідріс Ельба.

## Історія публікації
Вперше Геймдалл з'явився в коміксі «Journey into Mystery» #85 (жовтень 1962) і був створений Стеном Лі, Ларрі Лібером і Джеком Кірбі.

## Сили та вміння

### Надлюдська сила і нечестиві чуття
Геймдалл володіє надлюдською силою та асґардійською витривалістю, а також надзвичайно загостреним чуттям, що межує з екстрасенсорикою. Він може чути, як падає листя і росте трава, може відчувати життєві сутності асґардійських богів у всіх дев'яти світах. Він може зосереджуватися на конкретній сенсорній інформації або блокувати її зі своєї свідомості за власним бажанням. Він не потребує сну і старіє надзвичайно повільно, хоча і не є по-справжньому безсмертним. Він регулярно вживає містичні яблука Ідунн, щоб підтримувати свою життєву силу.

## Обладнання
Він добре володіє більшістю видів холодної зброї та веде рукопашний бій. Геймдалл використовує Ґ'ялларгорн, він же Кричущий ріг, щоб попереджати асів про потенційні загрози. Його золотогривого коня звуть Ґуллтоппер, що означає «Золота вершина». Він також володіє мечами, щитами та навіть тимчасово — Силою Одіна.

## Поза коміксами

### Кіно

#### Кіновсесвіт Marvel
У кінострічках на основі коміксів, що продукуються кіностудією Marvel Studios, роль охоронця Біфреста взяв на себе актор Ідріс Ельба. Геймдалл брав різноманітну участь у наступних фільмах:
1. «Тор» (2011)
2. «Тор: Царство темряви» (2014)
3. «Месники: Ера Альтрона» (2015)
4. «Тор: Раґнарок» (2017)
5. «Месники: Війна нескінченності» (2018)